# André 3000
André Lauren Benjamin (* 27. května 1975), známý spíše jako André 3000 (dříve pod přezdívkou Dré), je americký rapper, zpěvák, hudební producent, herec a módní návrhář, známý především jako polovina hip hopového dua Outkast. Je považován za jednoho z nejlyričtějších rapperů historie.

## Osobní život
André Benjamin se narodil 27. května 1975 v Atlantě. Je synem realitní makléřky Sharon Benjamin Hodor a soudního exekutora Lawrence Walkera. Je bratrem dokumentaristy Marka Benjamina. Má jednoho syna. André je vegetarián a organizací PETA byl vyhlášen ’World's Sexiest Vegetarian Celebrity’.

## Hudební kariéra

### Outkast: 1992–2006
Již na střední škole (Tri Cities v Atlantě) André potkal svého budoucího hudebního kolegu Big Boie. V roce 1994 vydali svou debutovou a také platinovou desku Southernplayalisticadillacmuzik. Následují desky ATLiens (1996) a Aquemini (1998). V tomto období se začíná André věnovat hraní na kytaru a malování. Také se mu v roce 1997 narodí jeho jediný syn Seven Sirius Benjamin s americkou R&B zpěvačkou Erykhou Badu. Na albu Stankonia (2000) už vystupuje pod svou nynější přezdívkou André 3000, kterou si změnil především kvůli odlišení od Dr. Dre. Také se rozchází s Erykhou Badu a píše jeden z největších hitů skupiny Outkast Ms. Jackson, který je inspirován právě tímto rozchodem. V roce 2003 Outkast vydává dvojalbum Speakerboxxx/The Love Below, které odhalilo rozdílný hudební vývoj obou členů. André na albu experimentuje s jazzem, funkem, popem a rapu je na albu minimálně. Singl Hey ya! je později prohlášen časpoisem Rolling Stones nejlepší písničkou historie. Šesté a také poslední společné album Idlewild vydali v roce 2006. André zde má pár rapových pasáží, avšak spíše setrvává u stylu z minulého alba. Album je také soundtrackem ke stejnojmennému filmu.

### Sólo kariéra: 2006 – současnost
Po přestávce s rapem se k němu André vrací v roce 2007 a spolupracuje na několika písničkách s umělci jako Jay-Z, Devin the Dude, John Legend, Ciara, Ka$ha, Beyoncé, Gorillaz, Frank Ocean, Rick Ross, T.I. a kamarádem z dětství Fonzworth Bentleym.

## Filmová kariéra
André hrál v seriálu Policejní odznak, ve filmech Buď v pohodě, Čtyři bratři, Vzpoura v Seattlu, Poloprofesionál. Také propůjčil hlas postavě Sunny Bridges ve svém animovaném seriálu Class of 3000, který se vysílal na Cartoons Network.
V květnu 2012 začal točit životopisný film o Jimi Hendrixovi, All is by my side, kde ztvární právě postavu zesnulého kytaristy.

## Móda
André založil módní značku Benjamin Bixby. První kolekce inspirovaná vysokoškolským fotbalem třicátých let měla úspěch, další kolekce už úspěšné nebyly a André musel výrobu ukončit.
24. února 2012 pro magazín GQ.com uvedl, že se chystá, tentokrát pod názvem Bixby, značku vzkřísit.

## Zajímavosti
V březnu 2009 byl v Henry County v Georgii uvězněn za překročení rychlosti o 70 km/h ve svém Porsche Carrera.